# Jordan Díaz
Jordan Alejandro Díaz Fortun (L'Avana, 23 febbraio 2001) è un triplista cubano naturalizzato spagnolo, campione olimpico a Parigi 2024.

## Biografia
Díaz ha iniziato da giovanissimo a competere nel salto triplo e dal 2017 ha gareggiato alla sua prima manifestazione internazionale vincendo una medaglia d'oro ai Mondiali under 18 del Kenya. Il successo è proseguito nel 2018 stabilendo nella città natale de L'Avana il record mondiale under 18, migliorando quello già da lui stesso stabilito l'estate precedente. Inoltre è andando a medaglia in tutte le competizioni internazionali a cui ha preso parte ed è stato nominato atleta juniores NACAC del 2018. Nel 2019 ha gareggiato ai suoi primi mondiali di Doha concludendo la finale all'ottavo posto.
Passato a rappresentare la Spagna a partire dal 2024, conquista la medaglia d'oro agli europei di Roma ed alle Olimpiadi di Parigi dello stesso anno.

## Palmarès
| Anno                           | Manifestazione            | Sede         | Evento       | Risultato | Prestazione | Note                                     |
| ------------------------------ | ------------------------- | ------------ | ------------ | --------- | ----------- | ---------------------------------------- |
| In rappresentanza di Cuba      |                           |              |              |           |             |                                          |
| 2017                           | Mondiali allievi          | Nairobi      | Salto triplo | Oro       | 17,30 m     |                                          |
| 2018                           | Mondiali juniores         | Tampere      | Salto triplo | Oro       | 17,15 m     |                                          |
| 2018                           | Giochi CAC                | Barranquilla | Salto triplo | Argento   | 17,29       |                                          |
| 2018                           | Campionati NACAC          | Toronto      | Salto triplo | Oro       | 16,83 m     |                                          |
| 2018                           | Giochi olimpici giovanili | Buenos Aires | Salto triplo | Oro       | 17,04 m     |                                          |
| 2019                           | Giochi panamericani       | Lima         | Salto triplo | Argento   | 17,38 m     | Miglior prestazione personale stagionale |
| 2019                           | Mondiali                  | Doha         | Salto triplo | 8º        | 17,06 m     |                                          |
| In rappresentanza della Spagna |                           |              |              |           |             |                                          |
| 2024                           | Europei                   | Roma         | Salto triplo | Oro       | 18,18 m     | Record dei campionati                    |
| 2024                           | Giochi olimpici           | Parigi       | Salto triplo | Oro       | 17,86 m     |                                          |